# ریکاردو کرتلا
ریکاردو کرتلا (انگلیسی: Riccardo Cretella؛ زادهٔ ۳۰ ژوئیهٔ ۱۹۹۴) بازیکن فوتبال است.